# Cacoxenus guttatus
Cacoxenus guttatus är en tvåvingeart som först beskrevs av Hardy och Wheeler 1960.  Cacoxenus guttatus ingår i släktet Cacoxenus och familjen daggflugor. Inga underarter finns listade i Catalogue of Life.